# 托尼·波德斯塔
安东尼·托马斯·波德斯塔（英語：Anthony Thomas Podesta，1943年10月24日—）是一位美国说客以及波德斯塔集团創始人。他一度是华盛顿最有权势的说客和筹款人之一。

## 外部連結
- C-SPAN內的頁面（英文）